# Cocktail (álbum)
Cocktail es el álbum debut del grupo mexicano de electropop, Belanova. El álbum se grabó en la Ciudad de México en 2002 y fue lanzado al mercado el 14 de febrero de 2003. Sin contar con promoción, el álbum pasó sus primeros meses en el anonimato. Cuando la radio local comenzó a programar el primer sencillo, «Tus ojos», en el verano de 2003, este se convirtió en un éxito instantáneo, alcanzando el lugar #1 en el Top 100 mexicano; mientras que el álbum alcanzó su máxima posición en el #5 de la lista. La banda inició un tour de 100 conciertos por toda la república mexicana y finalmente el álbum alcanzó su certificación de oro después de 3 sencillos.
La edición mexicana de la revista Rolling Stone nombró a Cocktail uno de los mejores álbumes de 2003.

## Lista de canciones
| Cocktail |                              |          |  |
| N.º      | Título                       | Duración |  |
| 1.       | «Barco de papel»             | 4:50     |  |
| 2.       | «Aun así te vas»             | 4:13     |  |
| 3.       | «What a Shame»               | 5:03     |  |
| 4.       | «Fragilidad»                 | 3:44     |  |
| 5.       | «Tranquilo»                  | 3:55     |  |
| 6.       | «Y...»                       | 3:48     |  |
| 7.       | «Apaga la luz»               | 4:00     |  |
| 8.       | «Tus ojos»                   | 3:03     |  |
| 9.       | «Suele pasar»                | 3:08     |  |
| 10.      | «Arena/Outro» (Pista Oculta) | 7:07     |  |

- Al final del tema Arena se deja correr toda la canción para escuchar un tema oculto compuesto por una serie de sonidos ambientales.

## Créditos
- Producción: Belanova y Alex Midi Ortega en Virus Studios, México
- Producción ejecutiva: Alex Midi Ortega y Alex Enríquez
- Mezcla adicional: Rodolfo Vázquez en Manu Studios, México
- Asistente de mezcla: Mariano Armendáriz
- Masterizado por Ron Boustead en Precision Mastering
- Scratches: Israel Sosa "DJ Pepster" (Aun así te vas)
- Guitarra acústica: Sergio Madrigal (Tus ojos), Nomo (Fragilidad y Suele pasar)
- Guitarra española en "Tal Vez": Sebastián Schon
- Dirección de arte y diseño: Raul Rodrigo Coello
- Fotografía: Fernando Aceves
- Maquillaje: Silvia García Barragán